# Hernán Gaviria
Hernan Gaviria Carvajal (Carepa, Antioquia, 27 de noviembre de 1969-Cali, 24 de octubre de 2002) fue un futbolista colombiano que jugaba como mediocampista.
‘El Carepa’ (como le decían sus compañeros) siempre fue recordado como un volante de carácter en la mitad del campo, mostró durante sus 11 años como profesional su talento en clubes como Atlético Nacional, en el cual debutó y jugó ocho años en el que vivió sus mejores años; Deportivo Cali y el que lo catapultó al Shonan Bellmare de Japón.
Con la camiseta de la selección de Colombia, jugó 40 partidos, anotó cinco goles, uno de ellos en la Copa Mundial de Fútbol de 1994 en la victoria 2-0 frente a Suiza. Además integró la nómina que jugó en los Juegos Olímpicos de Barcelona 1992.

## Selección nacional
Fue internacional con la Selección de fútbol de Colombia de 1993 a 1999, jugó 40 partidos internacionales y anotó 5 goles. Participó en el Preolímpico de Paraguay en 1992, Olímpicos de Barcelona de 1992 y las Copas América de Ecuador 1993, Uruguay 1995 y Bolivia 1997; además de eliminatorias para los mundiales de Estados Unidos en 1994 y Francia 1998.

### Participaciones enCopas del Mundo
| Mundial             | Sede           | Resultado      | PJ | GA | Asis |
| ------------------- | -------------- | -------------- | -- | -- | ---- |
| Mundial de USA 1994 | Estados Unidos | Fase de grupos | 2  | 1  | 0    |

### Participación enCopas América
| Torneo                 | Sede                   | Resultado              | PJ                           | GA | Asis |
| ---------------------- | ---------------------- | ---------------------- | ---------------------------- | -- | ---- |
| Copa América 1993      | Ecuador                | Tercer lugar           | 0 (6 partidos como suplente) | 0  | 0    |
| Copa América 1995      | Uruguay                | Tercer lugar           | 4                            | 0  | 0    |
| Copa América 1997      | Bolivia                | Cuartos de final       | 2                            | 1  | 0    |
| Total en Copas América | Total en Copas América | Total en Copas América | 6                            | 1  | 0    |

### Participaciones enEliminatorias al Mundial
| Eliminatoria                          | Sede del Mundial       | Posición               | Resultado   | PJ | GA | Asis |
| ------------------------------------- | ---------------------- | ---------------------- | ----------- | -- | -- | ---- |
| Eliminatorias Mundial de USA 1994     | Estados Unidos         | 1°lugar 10pts Grupo A  | Clasificado | 1  | 0  | 0    |
| Eliminatorias Mundial de Francia 1998 | Francia                | 3°lugar 28pts          | Clasificado | 3  | 0  | 0    |
| Total en Eliminatorias                | Total en Eliminatorias | Total en Eliminatorias | 2/2         | 4  | 0  | 0    |

### Participaciones enJuegos Olímpicos
| Torneo                | Sede              | Resultado      | PJ | GA | Asis |
| --------------------- | ----------------- | -------------- | -- | -- | ---- |
| Juegos Olímpicos 1992 | Barcelona, España | Fase de grupos | 3  | 2  | 0    |

## Fallecimiento
En la tarde del 24 de octubre de 2002, Carepa y sus compañeros de equipo se encontraban a punto de comenzar la sesión de entrenamiento en la cancha de prácticas en la sede deportiva del club Deportivo Cali ubicada en el corregimiento de Pance a las afueras de la capital vallecaucana. Esa tarde llovía fuertemente además de que la tormenta venía acompañada de rayos que caían con cierta frecuencia. De repente, a los diez minutos de comenzada la práctica del club, un rayo impactó en un poste cercano, la descarga eléctrica rebotó en la gramilla de entrenamiento en la cancha provocando que todos los jugadores se desplomaran sin consecuencias para ellos. Desafortunadamente, Gaviria estaba muy cerca del punto donde cayó el rayo siendo alcanzado de lleno por la descarga eléctrica y muriendo de inmediato. No se sabía nada de eso sino hasta cuando fue llevado a la clínica Valle del Lili donde se confirmó su muerte.  
Tres días después falleció, a causa del mismo evento, el futbolista Giovanni Córdoba.

## Participaciones

### Participaciones en Copas del Mundo
| Mundial                        | Sede           | Resultado    |
| ------------------------------ | -------------- | ------------ |
| Copa Mundial de Fútbol de 1994 | Estados Unidos | Primera fase |

### Participaciones en Copa América
| Copa América      | Sede    | Resultado        |
| ----------------- | ------- | ---------------- |
| Copa América 1993 | Ecuador | Tercer lugar     |
| Copa América 1995 | Uruguay | Tercer lugar     |
| Copa América 1997 | Bolivia | Cuartos de final |

### Participaciones en Eliminatorias al Mundial
| Eliminatoria                  | Resultado   | Posición |
| ----------------------------- | ----------- | -------- |
| Eliminatorias Mundial de 1994 | Clasificado | 1° lugar |
| Eliminatorias Mundial de 1998 | Clasificado | 3° lugar |

## Goles internacionales
| # | Fecha               | Lugar                                                 | Rival   | Gol | Resultado | Competición            |
| - | ------------------- | ----------------------------------------------------- | ------- | --- | --------- | ---------------------- |
| 1 | 5 de junio de 1994  | Estadio de los Gigantes, Nueva York, Estados Unidos   | Grecia  | 1-0 | 2-0       | Amistoso internacional |
| 2 | 26 de junio de 1994 | Estadio Stanford, Palo Alto,California Estados Unidos | Suiza   | 1-0 | 2-0       | Mundial USA 94         |
| 3 | 21 de junio de 1997 | Estadio Hernando Siles, La Paz, Bolivia               | Bolivia | 1-2 | 1-2       | Copa América 1997      |

## Clubes
| Club                 | País     | Año       |
| -------------------- | -------- | --------- |
| Atlético Nacional    | Colombia | 1990-1995 |
| Deportes Tolima      | Colombia | 1995-1996 |
| Atlético Nacional    | Colombia | 1996-1998 |
| Deportivo Cali       | Colombia | 1998-2001 |
| Shonan Bellmare      | Japón    | 2001      |
| Atlético Bucaramanga | Colombia | 2002      |
| Deportivo Cali       | Colombia | 2002      |

## Palmarés

### Campeonatos nacionales
| Título           | Club              | País     | Año  |
| ---------------- | ----------------- | -------- | ---- |
| Primera División | Atlético Nacional | Colombia | 1991 |
| Primera División | Atlético Nacional | Colombia | 1994 |
| Primera División | Deportivo Cali    | Colombia | 1998 |

### Copas internacionales
| Título              | Club              | País     | Año  |
| ------------------- | ----------------- | -------- | ---- |
| Copa Interamericana | Atlético Nacional | Colombia | 1997 |